# Campeonato Brasileiro de League of Legends
O Campeonato Brasileiro de League of Legends (comumente abreviado como "CBLOL") foi a principal competição do jogo eletrônico League of Legends no Brasil, administrada por sua desenvolvedora, Riot Games. Na sua última edição, era disputado por dez equipes de franquia em duas etapas (ou "splits") anuais, uma em cada semestre, ambas valendo a classificação para a fase de entrada das competições internacionais do jogo: o Mid-Season Invitational e o Campeonato Mundial de League of Legends.
As partidas eram realizadas com a presença de público, nos estúdios da Riot Games em São Paulo e transmitidos via livestream, à exceção das finais, que eram realizadas em lugares diferentes em cada split, já tendo sido realizadas no Allianz Parque, Maracanãzinho, Mineirinho e no Geraldão, e têm a participação de narradores, comentaristas, analistas e apresentadores. Além da transmissão integral nos canais oficiais no YouTube e na Twitch, a partir 2017 o CBLOL também foi transmitidos ao vivo pelo canal de televisão por assinatura a SporTV, com a mesma cobertura da Riot.
O torneio vinha sendo organizado desde 2012, pouco após a estreia do servidor brasileiro do jogo, com o profissionalismo ainda incipiente, quando foi realizado em apenas três dias. Em 2014, foi realizado o primeiro campeonato em forma de liga: a Liga Brasileira - Série dos Campeões, e no mesmo ano foi inaugurado o precedente de duas competições anuais, com a realização da Final Regional Brasileira. Desde então, adota-se o formato de dois splits, com cada um disputado com primeira fase no formato "todos contra todos", e posterior mata-mata até a grande final.
Em 2015, adotou-se o formato de liga com membros estáveis, mas sujeitos a rebaixamento e promoção dos piores colocados em benefício dos melhores da segunda divisão, o Circuito Desafiante. Até o ano anterior, adotava-se uma fase classificatória para a disputa do campeonato.
No ano de 2021, o CBLOL adotou o sistema de franquias para as equipes, passando de oito para dez times sem a possibilidade de rebaixamento dos times para o Circuito Desafiante, e a criação de uma nova liga a fim de revelar novos jogadores, o CBLOL Academy. Ligas como a League of Legends Championship Series (LCS) e a League of Legends European Championship (LEC) já utilizavam esse formato, onde vinha se provando cada vez mais eficiente que os demais. Em 2022, a Riot reformulou seu estúdio, passando a se chamar Arena CBLOL, para que pudesse começar a receber plateia durante os jogos.
No dia 11 de junho de 2024, a Riot Games anunciou a fusão da Liga Latinoamerica com o CBLOL e a LCS, criando a League of The Americas e decretando o fim do CBLOL em 2024.

## História

### Chegada do servidor brasileiro e criação do campeonato (2012–2014)
O servidor brasileiro de League of Legends foi inaugurado apenas em julho de 2012, mas a comunidade brasileira já existia no jogo. Com o lançamento oficial do jogo no país, em agosto, a Riot Games anunciou a organização de sua primeira competição oficial no Brasil, com premiação então sem precedentes para os esportes eletrônicos nacionais, US$ 80.000 no total e com US$ 25.000 para o vencedor. As classificatórias foram realizadas já em setembro e a fase final ocorreu com a participação de oito equipes entre 11 e 14 de outubro na Brasil Game Show. O formato adotado foi o de eliminação simples, com séries eliminatórias melhor de três, com final e disputa de terceiro lugar. A organização Vince Te Ipsum (vTi) conseguiu a classificação de ambas as suas equipes, Ignis e Nox, para a grande final, com a vTi Ignis sagrando-se campeã por 2 a 0.
A edição de 2013 trouxe novo formato, mantendo o número de equipes e a forma de classificação via torneios classificatórios e pontos em competições menores, com a fase final ocorrendo no WTC Golden Hall, em São Paulo. A premiação aumentou para US$ 100.000, com US$ 30.000 garantidos ao campeão. Nessa edição, houve primeira fase com dois grupos de quatro equipes. Os membros de cada grupo jogaram uma partida contra os demais e classificaram-se os dois primeiros para as semifinais, disputadas em série melhor de três. Pela primeira vez, a final foi em melhor de cinco. Também pela primeira vez, o torneio valia vaga no International Wildcard Qualifier (IWCQ), seletiva para disputa do Campeonato Mundial de League of Legends. A paiN Gaming conquistou seu primeiro título, vencendo a CNB por 3 a 1. No entanto, foi derrotada no IWCQ pela lituana GamingGear.eu e não chegou ao Mundial.
A temporada de 2014 trouxe pela primeira vez a realização de dois torneios competitivos no ano. A Riot Games anunciou a criação do Circuito Brasileiro de League of Legends, que se dividiria em Liga Brasileira - Série dos Campeões (1.ª etapa) e na Final Regional Brasileira (2.ª etapa), com a última classificando o campeão para a disputa de vaga para o Campeonato Mundial de 2014. Pela primeira vez no cenário nacional, foram contratados jogadores advindos de outra região competitiva do League of Legends, a Coreia do Sul. O selva Park "Winged" TaeJin e o meio An "SuNo" Sun-ho reforçaram a Keyd Stars e Han “Lactea” Gi-hyeon (originalmente topo, depois atirador) e o suporte Kim “Olleh” Joo-Sung integraram a paiN Gaming. A Liga Brasileira - Série dos Campeões, realizada no primeiro semestre, teve como premiação total cem mil reais (45 mil para o campeão). As etapas qualificatórias iniciaram-se em 12 e 13 de abril, no formato on-line. As seis equipes classificadas para a primeira fase, de turno classificatório, disputaram séries "melhor de dois" em ida e volta, valendo a vitória (dois jogos a zero) três pontos e o empate, um ponto, como nas competições de futebol. As quatro melhores classificadas disputaram as semifinais em melhor de três e, novamente, a grande final deu-se no formato melhor de cinco. A fase final foi realizada nos dias 7 e 8 de junho no Centro de Convenções de Fortaleza. O campeão da etapa foi a Keyd Stars, que bateu a paiN Gaming em cinco jogos.
A Final Regional de 2014 também teve fase qualificatória e foi realizada exclusivamente por mata-mata. A premiação total também foi de cem mil reais, mas com 55 mil direcionados ao vencedor. A Final Regional propriamente dita teve a participação de oito equipes, em confrontos eliminatórios melhor de três, com final melhor de cinco. As quartas de final e as semifinais foram disputadas em 19 e 20 de julho, no Espaço das Américas, em São Paulo. Em "zebra", ambas as equipes que dominavam o cenário, principalmente pela presença dos jogadores coreanos, foram eliminadas nas semifinais. A grande final foi decidida no dia 26, no Maracanãzinho, no Rio de Janeiro, entre KaBuM! Esports e CNB, vencida pela primeira por 3 a 1. Com a vitória da KaBuM! Esports sobre a PEX Gaming no International Wildcard de 2014, o CBLOL teve seu primeiro representante no Campeonato Mundial.

### Novo formato dividido em duas etapas (2015–2017)
Em 2015, o Circuito Brasileiro de League of Legends passaria a se chamar Campeonato Brasileiro de League of Legends e adotaria um novo formato, pela primeira vez com o modelo de duas etapas, com regulamentos iguais. Com esse formato, semelhante ao então utilizado pelas ligas norte-americana e europeia, o torneio teria oito membros fixos, estando os três últimos em risco de rebaixamento. As cinco equipes melhores colocadas na temporada de 2014 foram automaticamente classificadas para essa nova disputa, ficando as últimas três em disputa em classificatórias abertas. Os oito times da liga enfrentam-se em turno único, novamente em séries de duas partidas, com pontuação 3-1-0. Encerrada essa fase, as equipes melhores colocadas classificam-se para uma segunda fase, de eliminação simples, e competem até a final, sempre realizada com plateia. A vitória em cada etapa classifica para torneios internacionais: na primeira, para o International Wildcard Invitational (IWCI), onde se disputa um posto no Mid-Season Invitational (MSI), e na segunda, para o International Wildcard Qualifier (IWCQ), que vale vaga para o Campeonato Mundial. Pela primeira vez, a totalidade das partidas seria presencial, com as etapas realizadas em estúdio e fechado ao público.
Em 2015, as seis primeiras equipes classificaram-se para a segunda fase, com as duas melhores pontuadoras entrando diretamente nas semifinais. As duas derrotadas nas quartas de final realizaram disputa pelo quinto lugar, com a vencida juntando-se aos eliminados na primeira fase e obrigada a disputar a Série de Promoção. As séries de quartas de final e de disputa pelo quinto lugar foram feitas em melhor de três, ao passo que as semifinais, a disputa pelo terceiro lugar e a grande final foram em melhor de cinco. A premiação total por etapa, dessa vez, foi de 150 mil reais, dos quais 60 mil destinados ao campeão.
Criou-se, ainda, o Circuito Desafiante, série de seis campeonatos on-line amadores organizados por parceiros da Riot Games, com sistema de pontos por colocação, que garantiu aos seus três melhores colocados o direito de disputar contra os últimos colocados do CBLOL por uma vaga no campeonato. As duas equipes eliminadas na primeira fase, bem como a derrotada na disputa pelo quinto lugar, jogaram série melhor de cinco contra as três melhores cotadas no Circuito Desafiante. O campeão do Circuito enfrentava o último colocado do CBLOL, o segundo disputava a vaga contra o sétimo e o terceiro jogava contra o sexto.
A primeira etapa teve a INTZ e-Sports campeã, liderando o torneio na primeira fase e vencendo todas as partidas das séries eliminatórias, inclusive a final contra a Keyd Stars, realizada no CentroSul, em Florianópolis. Esse elenco da INTZ, composto por Felipe "Yang" Zhao, Gabriel "Revolta" Henud, Gabriel "tockers" Claumann, Micael "micaO" Rodrigues e Luan "Jockster" Cardoso, ficaria invicto em séries contra as outras equipes brasileiras. Dexterity Team e JAYOB e-Sports foram rebaixadas em favor de Keyd Warriors e INTZ Red. No International Wildcard Invitational, a INTZ caiu para a turca Beşiktaş e não chegou ao Mid-Season Invitational daquele ano. Na segunda etapa, houve dois pares de equipes "irmãs", ou seja, pertencentes à mesma organização: INTZ e INTZ Red e KaBuM.Orange e KaBuM.Black, que já disputaram juntas na etapa anterior. Só não houve outra dupla porque a Keyd Warriors foi vendida à organização g3nerationX pouco após conquistar o acesso. Nessa etapa, a paiN Gaming conquistou seu bicampeonato com vitória sobre a então campeã INTZ, sem Gabriel "Revolta" Henud na época, no Allianz Parque. No IWCQ, venceu e conquistou sua vaga no Mundial de 2015. Os três últimos classificados do CBLOL venceram as partidas contra as equipes do Circuito Desafiante, e por isso não houve rebaixamento.
Por fim, foi também realizada a Pós-Temporada de 2015, torneio realizado no estúdio da Riot Games em São Paulo durante um fim de semana, em sistema eliminatório com a participação dos times do CBLOL e com a mesma premiação das etapas regulares. A paiN Gaming, campeã da segunda etapa, decidiu não participar por conta de problemas de saúde do jogador Matheus "Mylon" Borges, e cedeu seu lugar à equipe Big Gods. Com o retorno de Revolta e Caio "Loop" Almeida na posição de suporte, a INTZ sagrou-se campeã com vitória sobre a KaBuM.Orange por três a zero na final. Apesar de muitos fãs e pessoas da comunidade não aceitarem a Pós-Temporada como uma etapa oficial do CBLOL por ser disputada em um espaço de três dias, de acordo com analista Gustavo "Melão13" Ruzza, a Pós-Temporada deve ser considerada como um título autônomo de CBLOL. A própria campeã do torneio, a INTZ, não leva em consideração a Pós-Temporada como título oficial em seu site oficial.
A temporada de 2016 também trouxes significativas mudanças no regulamento. Tomou efeito, a partir da primeira etapa do CBLOL de 2016, a proibição às "equipes-irmãs", anunciada em meados de 2015. Por isso, a INTZ Red foi vendida e tornou-se RED Canids. A KaBuM! Black não foi vendida pela organização e acabou perdendo a vaga, que foi repassada à JAYOB, vencedora do Circuito Desafiante da última etapa de 2015. A JAYOB, por sua vez, vendeu a vaga à recém-criada organização Operation Kino, que já atuava no cenário de Counter-Strike: Global Offensive.
Além disso, o regulamento do Circuito Desafiante foi radicalmente modificado: o formato de circuito de diversas competições foi abandonado em favor da organização de um campeonato único a ser realizado por etapa, com participação de seis equipes em classificatória aberta, mantidos os três melhores colocados do último Circuito. O campeão, além disso, seria automaticamente promovido ao CBLOL no lugar de seu último colocado. A série de promoção foi mantida para o segundo e o terceiro colocados do Circuito Desafiante e o sexto e sétimo do CBLOL. O rebaixamento do oitavo colocado, no entanto, não foi automático: foi realizada disputa em melhor de três entre os dois menores pontuadores na primeira fase do torneio para definir quem seria efetivamente o último. Outras mudanças foram a obrigatoriedade da inscrição de técnico, o fim da obrigatoriedade da manutenção de ao menos três jogadores do elenco da etapa anterior e a possibilidade de substituir jogadores entre os jogos de uma mesma série.
A premiação foi reduzida em 75%, para um total de 44,5 mil reais, com 15 mil destinados ao campeão. Entretanto, acrescentou-se pela primeira vez pagamento pelo uso dos direitos de imagem, proporcionais à colocação das equipes, o que, somado à premiação, resultou em valor mais alto que o da temporada anterior. O resultado total acabou em prêmios de duzentos mil reais, dos quais 75 mil foram ao vencedor.
Na primeiro etapa de 2016, a INTZ, com o mesmo elenco que o do início do ano anterior, conquistou seu segundo título nacional ao vencer a Vivo Keyd na grande final, realizada nos estúdios da Riot. A última colocada na primeira fase, CNB e-Sports Club, fugiu do rebaixamento direto com vitória por 2 a 0 sobre a g3nerationX, que encerrou suas atividades com o descenso. A vaga ficou com a campeã da segunda divisão Big Gods. Os sexto e sétimo colocados paiN e CNB venceram a Série de Promoção e mantiveram-se no CBLoL. A INTZ, disputando o International Wildcard Invitational pela segunda vez, foi novamente eliminada e não se classificou para o MSI.
A segunda etapa teve nova mudança: as quartas-de-final foram eliminadas e apenas os quatro primeiro classificados disputavam a segunda fase, iniciada nas semifinais. Com isso, os três últimos colocados já eram definidos na primeira fase, apenas com uma disputa pelo sétimo lugar, para evitar o rebaixamento direto. A INTZ foi novamente vencedora, ganhando da CNB por 3 a 1 na final, realizada no Ginásio do Ibirapuera. A campeã brasileira também garantiu sua vaga no Mundial ao derrotar a turca Dark Passage no International Wildcard Qualifier, disputado no Brasil. A série decisiva ocorreu na Ópera de Arame.
Nessa edição do CBLOL, três equipes, Operation Kino, RED Canids e Big Gods, foram punidas com perda de 4, 6 e 16 pontos, respectivamente, pelo atraso no envio de documentos. As três equipes acabaram nas últimas três colocações na fase inicial, nessa mesma ordem. No conflito que valia a sétima colocação, a RED Canids derrotou a Big Gods, que cedeu sua vaga à campeã invicta Remo Brave. Operation Kino e RED venceram, respectivamente, eChamp e Team Genesis e continuaram na elite do League of Legends brasileiro.
O formato adotado para a primeira etapa de 2017 divergiu do anterior apenas pela implantação do rebaixamento automático do último colocado na primeira fase, sem disputa com o penúltimo. Além disso, as punições para inscrições fora do prazo foram modificadas para multa em dinheiros, e não mais perda de pontos, especialmente porque, na temporada anterior, alguns times chegaram a encerrar o torneio com pontuação negativa. A premiação total foi a mesma da temporada anterior, mas foi mais distribuída entre as equipes participantes e com prêmio de 70 mil reais, não mais 75 mil. Além disso, foi anunciada durante a temporada o fim das competições de International Wildcard, com as regiões que anteriormente o disputavam sendo classificadas diretamente às fases de entrada do Mid-Season Invitational e do Mundial a partir de 2017.
O elenco que dominara o ano anterior, Yang, Revolta, Tockers, micaO e Jockster, treinados pelo técnico americano Alexander "Abaxial" Haibel, desfez-se. Yang e Revolta foram para a Keyd Stars, Tockers para a RED Canids e Abaxial deixou o Brasil, mas retornou para trabalhar na Keyd durante os playoffs da primeira etapa. A INTZ, ainda com micaO e Jockster, bem como as duas equipes que receberam seus jogadores, classificaram-se à semifinal, além da paiN Gaming. A equipe de transmissão do CBLOL elegeu como melhores jogadores por cada posição o topo Ayel, o selva Turtle, o meio Tockers, o atirador brTT e o suporte Loop, ficando com Tockers a escolha de melhor jogador da primeira etapa. A grande final, realizada no Classic Hall, no Recife, terminou com a vitória por 3 a 0 da RED Canids, que utilizou os seus dois reservas na série. O último colocado da etapa e também a primeira equipe a ser rebaixada diretamente no CBLOL foi a Remo Brave, que até a expiração do contrato com o Clube do Remo, ocorrida durante o campeonato, ainda se chamava Remo Brave. A vaga ficou com a campeã do Circuito Desafiante, T Show. Operation Kino, em sexto lugar, e KaBuM!, em sétimo, disputaram e perderam a Série de Promoção para a INTZ Genesis e ProGaming, respectivamente.
No Mid-Season Invitational de 2017, ocorrido no Brasil, a RED Canids foi eliminada ainda na primeira fase de entrada, ficando em segundo lugar no seu grupo. Além dessa competição, a RED teve outra chance de representar o Brasil em competições internacionais: após o fim do primeira etapa, a Riot Games anunciou a criação do Rift Rivals, campeonato em que duas ou três regiões disputam entre si. A edição disputada pelo Brasil foi a amarela, e opôs o CBLOL às outras ligas latino-americanas: Copa Latinoamérica Sur (CLS) e Liga Latinoamérica Norte (LLN), referentes às regiões sul e norte da América Latina. Participaram da competição os campeões e vice-campeões de cada região: no caso do Brasil, RED Canids e Keyd Stars. O modelo da competição previa duas fases, um turno classificatório com ida e volta durante dois dias, seguida de fase eliminatória. A região melhor classificada iria diretamente à final, enquanto as demais disputariam as semifinais. O Rift Rivals foi disputado num intervalo durante a segunda etapa do CBLOL, entre 5 e 8 de julho. As equipes brasileiras terminaram a primeira fase empatada com as da LAS, e no critério de desempate de confronto direto, acabaram atrás. Por isso, o CBLOL teve de disputar as semis com LLN, e venceu a melhor de cinco na quinta partida. Na grande final, o Brasil venceu a LAS, novamente em cinco jogos, e e conquistou o título.
O segunda etapa não teve mudanças de regulamento, mas contou com três novas equipes, provenientes do Circuito Desafiante. T Show, a campeã, e ProGaming, a terceira colocada, mantiveram os nomes e a maioria de seus elencos. A INTZ Genesis, por sua vez, teve de ser negociada por conta da proibição de equipes irmãs, e passou a integrar a Team oNe eSports, equipe que já se destacava no Counter Strike. Na final, Team oNe e paiN Gaming se enfrentaram para decidir o vencedor desta etapa, que iria direto para China disputar na fase de entrada do Campeonato Mundial de League of Legends de 2017. A Team oNe eSports venceu a paiN Gaming no Mineirinho, em Belo Horizonte, sendo a primeira e única equipe a subir direto da segunda divisão e vencer um CBLOL.

### Fim dos empates, escalada e maior quantidade de partidas (2018–2020)
Na primeira fase, os jogos em melhor de três substituem as partidas em melhor de dois das últimas edições, aumentando o número de partidas da competição. Não haveria mais a possibilidade de empate. O vencedor da série garante três pontos na tabela. Cinco equipes se classificam para a fase eliminatória. O quinto colocado enfrenta o quarto; quem vencer pega o terceiro lugar. Quem ganhar desse duelo joga contra o segundo colocado. E a luta pela taça será entre o vencedor dessa série contra o líder da primeira fase.
A escalada também será utilizada na Série de Promoção. O último colocado do CBLoL continua sendo rebaixado diretamente para o Circuito Desafiante, e o campeão da segunda divisão segue com acesso garantido à elite. A diferença é que o perdedor do confronto entre o quinto e o quarto colocados joga contra o sexto lugar. Quem perder dessa série joga contra o sétimo colocado. O perdedor desse duelo pega o vice-campeão do Circuito Desafiante, valendo a vaga no split seguinte do CBLOL.
No primeiro split de 2018, a KaBuM! Esports, com o mesmo elenco que subiu da BRCC em 2017, conquistou seu segundo título nacional ao vencer a Vivo Keyd na grande final, realizada nos estúdios da Riot. A última colocada na primeira fase, paiN Gaming, foi rebaixada para a BRCC e pela primeira vez não irá participar do Segundo Split do CBLOL. A vaga ficou com a campeã do "Circuitão" IDM Gaming. Os quinto e sexto colocados, ProGaming e INTZ se enfrentaram e a ProGaming perdeu e enfrentou o sétimo, Team oNe eSports, onde a Team oNe saiu derrotada e depois, perdeu para a equipe do Flamengo Esports num eletrizante 3 a 2 que decretou a subida da equipe rubro-negra para o CBLOL e a queda dos Golden Boys, que foram os campeões vindos do desafiante e voltaram pro desafiante um split depois.
Em 2019 o formato do CBLoL foi atualizado, sendo no formado de melhor de um (1) em ida, volta, ida (MD1 x3) na qual o novo formato propõe que as equipes participantes do Campeonato se enfrentariam três (3) vezes, a duração do campeonato também se atualizou, tendo a partir de agora 10 semanas.
O CBLoL tem início no dia 12 de Janeiro e conta com oito equipes, apenas com a alteração da saída da Red Canids Kalunga (equipe rebaixada da 2 etapa do torneio em 2018) e a entrada da Redemption W7M " time de Porto Alegre que disputou o Circuito Desafiante, na qual venceu a final contra a paiN Gaming embalando um 3x0 contra os tradicionais. Também temos a mudança de nome da antiga "IDM Gaming" para "Uppercut eSports"
A Primeira Etapa do CBLoL de 2019 teve como vencedor o time da INTZ e-Sports garantindo o seu tetracampeonato com uma série histórica de 5 jogos contra o Flamengo Esports, e com o rebaixamento da equipe da ProGaming E-sports dando lugar a equipe da paiN Gaming na segunda Etapa do CBLoL e também o rebaixamento por série do time da Vivo Keyd dando lugar ao time da Team One e-Sports.
A Segunda Etapa teve como finalistas as mesmas equipes da primeira, dessa vez com vitória rubro-negra sobre a INTZ e-Sports, em uma também série histórica de 5 jogos. A equipe da Team One Esports terminou rebaixada da competição, a ProGaming Esports promovida do circuito desafiante e a série de promoção sendo disputada pelas equipes da Vivo Keyd e CNB e-Sports Club, com vitória da Keyd por 3x1, assim, conquistando sua vaga a 1° divisão do campeonato e rebaixando a equipe da CNB pela primeira vez na história do campeonato.
Em 2020, o formato do CBLoL se manteve igual ao de 2019 no formato MD1 em três turnos com quatro times se classificando aos playoffs ao final da fase de pontos.
A primeira etapa do CBLoL teve início no dia 25 de Janeiro e contou com oito equipes, com as saídas da Team One Esports e da CNB, rebaixadas na etapa anterior e a entrada da Prodigy (antiga ProGaming E-sports) e o retorno da Vivo Keyd após um split no Circuito Desafiante. O campeonato foi interrompido duas vezes, a primeira pausa se deu na semana 4 devido as fortes chuvas em São Paulo que inundaram o estúdio onde aconteciam as partidas, a equipe da Riot Games usou provisoriamente um outro estúdio para retornar o campeonato três semanas após o adiamento. A segunda pausa aconteceu na semana 7 devido a declaração de pandemia do novo coronavírus com o torneio retornando cerca de um mês depois no formato online. O primeiro split teve como vencedor a KaBuM! Esports garantindo o tetracampeonato após uma vitória contundente por 3x0 em cima do favorito Flamengo Esports e teve como rebaixado a Redemption W7M com uma campanha de 6 vitórias e 15 derrotas e dando lugar ao Santos Esports que se sagrou campeão do Circuito Desafiante.
A segunda etapa iniciou no dia 06 de Junho e foi disputada no formato online devido a pandemia do Coronavírus sendo apenas a final disputada presencialmente no topo de um prédio em São Paulo, com a icônica Ponte Estaiada iluminada de vermelho e azul, cores do League of Legends, como cenário de fundo, a final foi disputada entre as equipes da paiN Gaming e a INTZ e-Sports no dia 05 de Setembro sendo a INTZ a campeã conquistando o pentacampeonato após uma vitória por 3x1 e se classificando para o Mundial de League of Legends. Na segunda etapa não houve rebaixamento devido ao anúncio do sistema brasileiro de franquias para 2021.

### Adoção do sistema de franquias (2021–2024)

#### 2021
Em 2021 foi inaugurado o sistema brasileiro de franquias, onde 18 equipes participaram do processo para entrar na liga, e 10 foram selecionadas para competir no campeonato oficial do CBLOL e no campeonato Academy, um espaço para o desenvolvimento das equipes de base e de novos talentos, com o objetivo de elevar o nível da região brasileira. Dentre os times que entraram para este novo modelo, temos times clássicos do cenário de League of Legends como paiN Gaming, INTZ, KaBuM! Esports e RED Canids, mas também temos novas equipes como o Cruzeiro, a Rensga e a LOUD, além da fusão entre a Falkol e Prodigy, que uniram forças para permanecerem no CBLOL dando origem a Vorax.
A primeira etapa do novo CBLOL foi disputada a partir do dia 16 de Janeiro. Como novidades para esse ano tivemos pela primeira vez o torneio sendo disputado por 10 equipes além da criação do torneio Academy que veio substituir o antigo Circuito Desafiante. Houve também uma mudança na identidade visual da liga após 5 anos, trazendo mais modernidade e alinhando a transmissão com o que já é apresentado nos principais torneios da modalidade ao redor do mundo. O formato de disputa sofreu pequenas alterações sendo que a partir dessa etapa a fase de pontos passou a ser disputada em dois turnos no formato "MD1" com os 6 melhores times se classificando para os playoffs sendo que os 2 mais bem colocados vão direto para as semifinais. O torneio continuou sendo disputado no formato online devido a pandemia de COVID-19.
A primeira etapa foi vencida pela paiN Gaming após uma campanha de recuperação no torneio se classificando em quinto lugar na fase de pontos e derrotando nos playoffs a LOUD após uma virada histórica por 3 a 2, o Flamengo Esports, considerado o favorito no começo do campeonato também por 3 a 2 com atuação de gala do caçador Marcos "CarioK" Santos e por fim a Vorax na grande decisão por 3 a 1 com grandes atuações de Thiago "tinowns" Sartori e Felipe "brTT" Gonçalves. Com a conquista, a paiN Gaming saiu de um jejum de seis anos sem levantar o troféu e de quebra conquistou o tricampeonato e a vaga para o Mid Season Invitational.
A segunda etapa foi disputada a partir do dia 6 de junho. Como mudanças para a segunda etapa, a equipe do Cruzeiro eSports mudou seu nome para Netshoes Miners devido ao fim do licenciamento do clube mineiro com a gestora E-Flix fazendo com que a mesma fechasse com a loja virtual de artigos esportivos como principal patrocinadora da organização. Além disso, com o afastamento e posteriormente a saída do sócio da Falkol das funções de CEO na Vorax por polêmicas no Twitter, a equipe anunciou pouco antes do início da etapa a aquisição por parte da Havan Liberty de sua divisão de League of Legends. Como a compra foi realizada próximo ao inicio da etapa, a Riot Games autorizou apenas que o nome da organização se mantivesse Vorax e assim a equipe competiu nessa etapa com o nome de Vorax Liberty. O formato de disputa permaneceu o mesmo da etapa anterior e as partidas seguiram sendo disputadas no formato online devido a pandemia do Corona vírus.
A final foi disputada no dia 04 de setembro de forma presencial no Morro da Urca no Rio de Janeiro com o Pão de Açúcar como cenário de fundo e reuniu as equipes da Rensga, que derrotou a campeã da primeira etapa e favorita paiN Gaming numa semifinal disputadíssima por 3x2 e a RED Canids que derrotou a então vice-campeã Vorax Liberty de fnB, Yampi, Krastyel, Matsukaze e Wos por 3x1. A equipe da RED Canids se sagrou campeã vencendo a Rensga por 3x1 com grandes atuações do caçador Aegis e do topo Guigo, dessa forma, a matilha, como também é conhecida a organização, conquistou o primeiro título de sua história e a classificação para o mundial de League of Legends. Como curiosidade, a RED Canids tornou-se a equipe campeã de pior campanha na fase de pontos desde que a era estúdio foi iniciada em 2015 com a equipe se classificando em 6.º lugar e vencendo nos playoffs o Flamengo nas quartas de final de 3x0, a Vorax Liberty com 3x1 na semifinal, e a Rensga na grande final.

#### 2022
Ainda no final de 2021, a Vorax Liberty anunciou mais uma mudança de nome para a temporada de 2022, passando a se chamar apenas de Liberty.
No primeiro split de 2022, de maneira inédita, ficava de fora dos playoffs a LOUD de tinowns e Robo, a KaBuM! esperava conquistar seu pentacampeonato após se classificar para os playoffs na primeira colocação e vencer a RED Canids por 3–0 na chave superior, mas foi derrotada pela paiN Gaming pelo mesmo placar, e viu as chances de conquistar a vaga para a final do split ficarem mais difíceis, os ninjas foram apenas espectadores enquanto a matilha fazia sua miracle run vencendo a Liberty por 3–2, a FURIA nas semifinais da chave inferior por 3–1, e se vingando da KaBuM! na final da chave inferior por 3–1. A RED Canids conquistava seu bicampeonato após derrotar a paiN Gaming na grande final por 3–2.
No segundo split, a FURIA chegava aos playoffs com muito respeito após fazer sua melhor sequência com 15 vitórias e apenas 3 derrotas na Fase Regular, mas foi a LOUD venceu seu primeiro título inédito, após derrotar a RED Canids na semifinal da chave superior por 3–1, e depois de perder na final da chave superior para a PaiN Gaming por numa série apertada de 3–2, varreu a própria FURIA na final da chave inferior por 3–0, e não tomando conhecimento da paiN Gaming, vencendo os tradicionais na grande final por 3–0, era o início da rivalidade paiN X LOUD e da maior dinastia da história do CBLOL.

#### 2023
Em 2023, a LOUD defendeu seu título de campeã por duas vezes, quando se classificou para os playoffs empatados com a paiN Gaming com 12 vitórias e 6 derrotas na Fase Regular, já nos playoffs eliminou a Los Grandes por 3–1 e venceu a paiN Gaming pelo mesmo placar na final da chave superior, chegando a sua segunda final consecutiva. A paiN que voltava a final depois de vencer a Los Grandes por 3–2, tinha a chance de se vingar da LOUD pelo primeiro split, mas foi derrotada por 3–0, a LOUD conquistava o bicampeonato consecutivo contra a mesma equipe.
No segundo split de 2023, a final retornava a Recife depois de 6 anos, e a LOUD conquistava o seu tricampeonato consecutivo pelo CBLOL, algo inédito na história do torneio. Com esse título, a LOUD conquistava em 3 anos o que a maior rival, a paiN Gaming, conquistou em 11, igualado com grandes nomes, como RED Canids e paiN Gaming, na qual enfrentou as últimas 3 finais. Em questão de taças, a LOUD fica atrás da INTZ  (5 títulos) e com a KaBuM! (4 Títulos).

#### 2024
No primeiro split de 2024, a disputa final foi novamente entre PaiN Gaming e LOUD. Com base no histórico, esperava-se que LOUD tivesse um jogo tranquilo. No entanto, pela primeira vez em dois anos de competição entre as duas equipes, a série foi estendida até o quinto mapa. A LOUD emergiu como a vencedora do 5° jogo, solidificando seu lugar na história do CBLOL como a única equipe a conquistar o título quatro vezes seguidas.

## Equipes finais
| Equipes            | Estreia no CBLOL |
| ------------------ | ---------------- |
| Fluxo              | 2023-I           |
| FURIA              | 2020-I           |
| INTZ               | 2014-II          |
| KaBuM! Esports     | 2014-I           |
| Liberty            | 2022-I           |
| Los Grandes        | 2023-I           |
| LOUD               | 2021-I           |
| paiN Gaming        | 2012             |
| RED Canids Kalunga | 2016-I           |
| Vivo Keyd Stars    | 2013             |

## Campeões
*   Indica uma equipe que não pertence mais à liga.
| Ano  | Etapa | Campeão                | Vice-campeão      | Terceiro lugar     | Quarto lugar       |
| ---- | ----- | ---------------------- | ----------------- | ------------------ | ------------------ |
| 2012 | 2012  | vTi Ignis* (1)         | vTi Nox*          | paiN Gaming        | Insight*           |
| 2013 | 2013  | paiN Gaming (1)        | CNB*              | RMA*               | Nex Impetus*       |
| 2014 | 1     | Keyd Stars (1)         | paiN Gaming       | CNB*               | KaBuM! Esports     |
| 2014 | 2     | KaBuM! Esports (1)     | CNB*              | Keyd Stars         | paiN Gaming        |
| 2015 | 1     | INTZ (1)               | Keyd Stars        | paiN Gaming        | KaBuM! Black*      |
| 2015 | 2     | paiN Gaming (2)        | INTZ              | Keyd Stars         | g3nerationX*       |
| 2016 | 1     | INTZ (2)               | Keyd Stars        | Operation Kino*    | KaBuM! Esports     |
| 2016 | 2     | INTZ (3)               | CNB*              | paiN Gaming        | Keyd Stars         |
| 2017 | 1     | RED Canids (1)         | Keyd Stars        | paiN Gaming        | INTZ               |
| 2017 | 2     | Team oNe* (1)          | paiN Gaming       | RED Canids         | INTZ               |
| 2018 | 1     | KaBuM! Esports (2)     | Vivo Keyd         | RED Canids         | CNB*               |
| 2018 | 2     | KaBuM! Esports (3)     | Flamengo Esports* | CNB*               | Vivo Keyd          |
| 2019 | 1     | INTZ (4)               | Flamengo Esports* | Redemption POA*    | CNB*               |
| 2019 | 2     | Flamengo Esports* (1)  | INTZ              | KaBuM! Esports     | Uppercut*          |
| 2020 | 1     | KaBuM! Esports (4)     | Flamengo Esports* | Vivo Keyd          | FURIA Uppercut     |
| 2020 | 2     | INTZ (5)               | paiN Gaming       | KaBuM! Esports     | Prodigy*           |
| 2021 | 1     | paiN Gaming (3)        | Vorax*            | Flamengo Esports*  | RED Canids Kalunga |
| 2021 | 2     | RED Canids Kalunga (2) | Rensga*           | paiN Gaming        | Vorax*             |
| 2022 | 1     | RED Canids Kalunga (3) | paiN Gaming       | KaBuM! Esports     | FURIA              |
| 2022 | 2     | LOUD (1)               | paiN Gaming       | FURIA              | RED Canids Kalunga |
| 2023 | 1     | LOUD (2)               | paiN Gaming       | Los Grandes        | FURIA              |
| 2023 | 2     | LOUD (3)               | paiN Gaming       | RED Canids Kalunga | INTZ               |
| 2024 | 1     | LOUD (4)               | paiN Gaming       | Vivo Keyd Stars    | Red Canids Kalunga |
| 2024 | 2     | paiN Gaming (4)        | Vivo Keyd Stars   | RED Canids Kalunga | LOUD               |

## Performances

### Por equipe
*   Indica uma equipe que não pertence mais à liga.
| Equipe             | Títulos | Vices | Edições campeão                          | Edições vice-campeão                                               |
| ------------------ | ------- | ----- | ---------------------------------------- | ------------------------------------------------------------------ |
| INTZ               | 5       | 2     | 2015-I, 2016-I, 2016-II, 2019-I, 2020-II | 2015-II, 2019-II                                                   |
| paiN Gaming        | 4       | 8     | 2013, 2015-II, 2021-I, 2024-ll           | 2014-I, 2017-II, 2020-II, 2022-I, 2022-II, 2023-I, 2023-II, 2024-l |
| KaBuM! Esports     | 4       | 0     | 2014-II, 2018-I, 2018-II, 2020-I         | —                                                                  |
| LOUD               | 4       | 0     | 2022-II, 2023-I, 2023-II, 2024-I         | —                                                                  |
| RED Canids Kalunga | 3       | 0     | 2017-I, 2021-II, 2022-I                  | —                                                                  |
| Vivo Keyd Stars    | 1       | 5     | 2014-I                                   | 2015-I, 2016-I, 2017-I, 2018-I, 2024-ll                            |
| Flamengo Esports*  | 1       | 3     | 2019-II                                  | 2018-II, 2019-I, 2020-I                                            |
| vTi Ignis*         | 1       | 0     | 2012                                     | —                                                                  |
| Team oNe*          | 1       | 0     | 2017-II                                  | —                                                                  |

### Por jogador
| Jogador                            | Títulos | Vices | Edições campeão                                           | Edições vice-campeão                              | Atividade      |
| ---------------------------------- | ------- | ----- | --------------------------------------------------------- | ------------------------------------------------- | -------------- |
| Leonardo "Robo" Souza              | 7       | 3     | 2017-I, 2019-II, 2021-I, 2022-II, 2023-I, 2023-II, 2024-I | 2016-I, 2019-I, 2020-II                           | Ativo          |
| Felipe "brTT" Gonçalves            | 6       | 3     | 2013, 2014-I, 2015-II, 2017-I, 2019-II, 2021-I            | 2018-I, 2019-I, 2020-II                           | Inativo - 2021 |
| Thiago "tinowns" Sartori           | 6       | 2     | 2014-II, 2021-I, 2022-II, 2023-I, 2023-II, 2024-l         | 2016-II, 2020-II                                  | Ativo          |
| Alexandre "TitaN" Lima             | 5       | 1     | 2018-I, 2018-II, 2021-II, 2022-I, 2024-II                 | 2024-l                                            | Ativo          |
| Micael "micaO" Rodrigues           | 4       | 3     | 2015-I, 2016-I, 2016-II, 2020-II                          | 2015-II, 2018-I, 2019-II                          | Ativo          |
| Gabriel "Tockers" Claumann         | 4       | 2     | 2015-I, 2016-I, 2016-II, 2017-I                           | 2015-II, 2018-I                                   | Inativo - 2019 |
| Ygor "RedBert" Freitas             | 4       | 1     | 2017-II, 2019-I, 2020-II, 2024-l                          | 2019-II                                           | Ativo          |
| Park "Croc" Jong-hoon              | 4       | 1     | 2022-II, 2023-I, 2023-II, 2024-l                          | 2021-II                                           | Ativo          |
| Denilson "Ceos" Oliveira Gonçalves | 4       | 0     | 2020-I, 2022-II, 2023-I, 2023-II                          | —                                                 | Ativo          |
| Matheus "dyNquedo" Rossini         | 3       | 5     | 2018-I, 2018-II, 2024-II                                  | 2022-I, 2022-II, 2023-I, 2023-II, 2024-l          | Ativo          |
| Felipe "Yang" Zhao                 | 3       | 3     | 2015-I, 2016-I, 2016-II                                   | 2015-II, 2017-I, 2018-I                           | Inativo - 2020 |
| Matheus "Mylon" Borges             | 3       | 2     | 2012, 2014-I, 2015-II                                     | 2015-I, 2017-II                                   | Inativo - 2017 |
| Gabriel "Revolta" Henud            | 3       | 2     | 2015-I, 2016-I, 2016-II                                   | 2017-I, 2018-I                                    | Inativo - 2021 |
| Luan "Jockster" Cardoso            | 3       | 2     | 2015-I, 2016-I, 2016-II                                   | 2015-II, 2018-I                                   | Inativo - 2022 |
| Moon "Route" Geom-su               | 3       | 0     | 2023-I, 2023-II, 2024-l                                   | —                                                 | Ativo          |
| Marcos "CarioK" Santos             | 2       | 6     | 2021-I, 2024-II                                           | 2020-II, 2022-I, 2022-II, 2023-I, 2023-II, 2024-l | Ativo          |
| Rodrigo "Tay" Panisa               | 2       | 2     | 2019-I, 2020-II                                           | 2017-II, 2019-II                                  | Ativo          |
| Gabriel “JoJo" Dzelme              | 2       | 1     | 2021-II, 2022-I                                           | 2020-I                                            | Ativo          |
| Han "Luci" Chang-hoon              | 2       | 1     | 2019-II, 2021-I                                           | 2019-I                                            | Inativo - 2021 |
| Bruno "Envy" Farias                | 2       | 1     | 2019-I, 2020-II                                           | 2019-II                                           | Ativo          |
| Diogo "Shini" Rogê                 | 2       | 1     | 2019-I, 2020-II                                           | 2019-II                                           | Inativo - 2021 |
| Filipe "Ranger" Brombilla          | 2       | 1     | 2018-II, 2018-II                                          | 2020-I                                            | Inativo - 2023 |
| Gabriel "Kami" Bohm                | 2       | 1     | 2013, 2015-II                                             | 2017-II                                           | Inativo        |
| Adriano “Avenger" Perassoli        | 2       | 0     | 2021-II, 2022-I                                           | —                                                 | Ativo          |
| Daniel “Grevthar" Xavier           | 2       | 0     | 2021-II, 2022-I                                           | —                                                 | Ativo          |
| Gabriel “Aegis" Lemos              | 2       | 0     | 2021-II, 2022-I                                           | —                                                 | Ativo          |
| Guilherme “Guigo" Ruiz             | 2       | 0     | 2021-II, 2022-I                                           | —                                                 | Ativo          |
| Luccas "Zantins" Zanqueta          | 2       | 0     | 2018-I, 2018-II                                           | —                                                 |                |
| Marcelo "Riyev" Carrara            | 2       | 0     | 2018-I, 2018-II                                           | —                                                 |                |
| Hugo "Dioud" Padioleau             | 2       | 0     | 2015-II, 2017-I                                           | —                                                 |                |
| Thúlio "SirT" Carlos da Silva      | 2       | 0     | 2013, 2015-II                                             | —                                                 |                |
| Bruno "Goku" Miyaguchi             | 1       | 3     | 2019-II                                                   | 2018-II, 2019-I, 2020-I                           |                |
| Caio "Loop" Almeida                | 1       | 3     | 2014-I                                                    | 2012, 2015-II, 2017-II                            |                |
| Leonardo "Alocs" Belo              | 1       | 3     | 2012                                                      | 2013, 2014-II, 2015-II                            |                |
| Lee "Shrimp" Byeong-hoon           | 1       | 2     | 2019-II                                                   | 2018-II, 2019-I                                   |                |
| André "manajj" Rocha               | 1       | 2     | 2012                                                      | 2013, 2014-II                                     |                |
| Luis "Absolut" Carvalho            | 1       | 1     | 2017-II                                                   | 2020-I                                            |                |
| Daniel "Danagorn" Drummond         | 1       | 1     | 2014-II                                                   | 2013                                              |                |
| Gustavo "Minerva" Queiroz          | 1       | 1     | 2014-II                                                   | 2016-II                                           |                |
| Pedro Luiz "LEP" Marcari           | 1       | 1     | 2014-II                                                   | 2016-II                                           |                |
| Diego "Brance" Amaral              | 1       | 0     | 2022-II                                                   | —                                                 | Ativo          |
| Norberto "Betão" Motta             | 1       | 0     | 2022-I                                                    | —                                                 | Ativo          |
| Arthur "Tutsz" Peixoto Machado     | 1       | 0     | 2020-I                                                    | —                                                 | Ativo          |
| Igor "DudsTheBoy" Lima Homem       | 1       | 0     | 2020-I                                                    | —                                                 |                |
| Lee "Parang" Sang-won              | 1       | 0     | 2020-I                                                    | —                                                 |                |
| Na “Wiz" Yoo-joon                  | 1       | 0     | 2020-I                                                    | —                                                 |                |
| Guilherme "Mills" Conti            | 1       | 0     | 2019-I                                                    | —                                                 |                |
| Guilherme "Atlanta" Matos          | 1       | 0     | 2018-I                                                    | —                                                 |                |
| Jefferson "SoulDevourer" de Aguiar | 1       | 0     | 2018-I                                                    | —                                                 |                |
| Matheus "Freire" Freire            | 1       | 0     | 2018-I                                                    | —                                                 |                |
| Alanderson "4LaN" Meireles         | 1       | 0     | 2017-II                                                   | —                                                 |                |
| Álvaro "VVvert" Martins            | 1       | 0     | 2017-II                                                   | —                                                 |                |
| Bruno "Brucer" Pereira             | 1       | 0     | 2017-II                                                   | —                                                 |                |
| João "Marf" Piola                  | 1       | 0     | 2017-II                                                   | —                                                 |                |
| Carlos "Nappon" Rücker             | 1       | 0     | 2017-I                                                    | —                                                 |                |
| Felipe "YoDa" Noronha              | 1       | 0     | 2017-I                                                    | —                                                 |                |
| Gustavo "Sacy" Rossi               | 1       | 0     | 2017-I                                                    | —                                                 |                |
| Daniel "dans" Dias                 | 1       | 0     | 2014-II                                                   | —                                                 |                |
| An "SuNo" Sun-ho                   | 1       | 0     | 2014-I                                                    | —                                                 |                |
| Park "Winged" Tae-jin              | 1       | 0     | 2014-I                                                    | —                                                 |                |
| Fábio "Venon" Guimarães            | 1       | 0     | 2013                                                      | —                                                 |                |
| Martin "Espeon" Gonçalves          | 1       | 0     | 2013                                                      | —                                                 |                |
| Guilhermes "Snowlz" Neves          | 1       | 0     | 2012                                                      | —                                                 |                |
| Rafael "rafes" Peres               | 1       | 0     | 2012                                                      | —                                                 |                |
| Murilo "takeshi" Alves             | 0       | 5     | —                                                         | 2013, 2014-II, 2015-I, 2016-I, 2017-I             |                |
| Eidi "esA" Yanagimachi             | 0       | 4     | —                                                         | 2016-I, 2017-I, 2018-II, 2020-II                  |                |
| Yan "Damage" Neves                 | 0       | 4     | —                                                         | 2021-II, 2022-I, 2022-II, 2023-I,                 | Ativo          |
| Choi "Kuri" Won-yeong              | 1       | 1     | 2024-II                                                   | 2024-I                                            | Ativo          |
| Choi "Wizer" Eui-seok              | 1       | 5     | 2024-II                                                   | 2022-I,2022-II,2023-I,2023-II, 2024-l             | ativo          |
| Matheus "Trigo" Trigo              | 0       | 3     | —                                                         | 2021-II, 2022-I, 2022-II                          | Ativo          |

## Prêmio CBLOL
A partir da segunda etapa de 2017, todos os jogadores – além dos técnicos – que disputarem o campeonato estarão concorrendo ao Prêmio CBLOL, uma conquista individual que consagra o suor e trabalho árduo dos competidores da elite brasileira. São diversas categorias, e os participantes são elegíveis dependendo de sua posição na equipe. Os critérios para vencer também mudam de acordo com as estatísticas principais das funções que cada um cumpre dentro time e também votos dos casters, da imprensa e de jogadores profissionais. Os cálculos serão feitos internamente, dentro da Riot Games, visto que os os critérios possuem pesos diferentes.
Em 2019, foi adicionada a categoria Melhor Jogada aberta a votação do público. No ano seguinte, a categoria passou a ser votada somente por especialistas, jogadores e imprensa.
Em 2021, com a criação do CBLOL Academy, foi adicionada a categoria Melhor Jogador do CBLOL Academy.
Em 2022, com a criação do circuito feminino Ignis Cup, foi adicionada a categoria Melhor Jogadora.
| Ano  | Melhor Jogador | Craque da Galera | Jogador Revelação | Melhor Topo  | Melhor Selva | Melhor Meio    | Melhor Atirador | Melhor Suporte | Melhor Técnico | Melhor Jogada  | Melhor Jogador do Academy | Melhor Jogadora |
| ---- | -------------- | ---------------- | ----------------- | ------------ | ------------ | -------------- | --------------- | -------------- | -------------- | -------------- | ------------------------- | --------------- |
| 2017 | Vvvert (ONE)   | brTT (RED)       | Absolut (ONE)     | Vvvert (ONE) | 4LaN (ONE)   | Tockers (RED)  | brTT (RED)      | Jockster (ITZ) | Neki (ONE)     | —              | —                         | —               |
| 2018 | dyNquedo (KBM) | brTT (FLA)       | Anyyy (IDM)       | Robo (CNB)   | Shrimp (FLA) | dyNquedo (KBM) | TitaN (KBM)     | Riyev (KBM)    | Hiro (KBM)     | —              | —                         | —               |
| 2019 | Shrimp (FLA)   | brTT (FLA)       | JoJo (ONE)        | Tay (ITZ)    | Shrimp (FLA) | Goku (FLA)     | brTT (FLA)      | Luci (FLA)     | Maestro (ITZ)  | brTT (FLA)     | —                         | —               |
| 2020 | tinowns (PNG)  | tinowns (PNG)    | Tutsz (KBM)       | fNb (PRG)    | CarioK (PNG) | tinowns (PNG)  | Bvoy (FLA)      | RedBert (ITZ)  | Maestro (ITZ)  | dyNquedo (PRG) | —                         | —               |
| 2021 | Aegis (RED)    | brTT (PNG)       | Aegis (RED)       | fNb (VRX)    | Aegis (RED)  | Yuri (RNS)     | TitaN (RED)     | JoJo (RED)     | Coelho (RED)   | TitaN (RED)    | Jean Mago (FLA)           | —               |
| 2022 | tinowns (LLL)  | tinowns (LLL)    | Brance (LLL)      | Robo (LLL)   | Croc (LLL)   | tinowns (LLL)  | Brance (LLL)    | Ceos (LLL)     | Von (LLL)      | Envy (FUR)     | Juliera (PNG)             | Flower (PNG)    |
| 2023 | Ceos (LLL)     | Ceos (LLL)       | ProDelta (PNG)    | Robo (LLL)   | Croc (LLL)   | tinowns (LLL)  | Route (LLL)     | Ceos (LLL)     | BeellzY (LLL)  | Robo (LLL)     | Dioge (KBM)               | Nallari (PNG)   |